# الدر اسپرینگ، شهرستان فرسنو، کالیفرنیا
الدر اسپرینگ، شهرستان فرسنو، کالیفرنیا (به انگلیسی: Alder Springs, Fresno County, California) یک محدوده ثبت‌نشده در ایالات متحده آمریکا است که در ایالت کالیفرنیا واقع شده‌است.

## خصوصیات
الدر اسپرینگ ۱٬۳۴۹ متر بالاتر از سطح دریا واقع شده‌است.